# Face to Face (Band)
Face to Face ist eine Punk-Rock-Band aus Victorville, Kalifornien.

## Geschichte
Die 1991 gegründete Band löste sich Ende 2003 auf, spielte aber 2004 noch eine letzte Abschiedstour in den USA, ohne die 2002 abgesagte Europatour entgegen den Ankündigungen nachzuholen. Sänger Trever ist heute überwiegend mit seinem Soloprojekt Kid Stardust und, zusammen mit Chad Blinman, mit dem Mashup-Duo The Legion of Doom beschäftigt. Außerdem hat er mit Antagonist Records ein eigenes Plattenlabel. Trever und Scott sind Mitglieder von Viva Death, zu denen auch Scotts Bruder Chris Shiflett (No Use for a Name, Foo Fighters, Me First and the Gimme Gimmes), Chad Blinman und Josh Freese gehören.
Ende Januar 2008 gab die Band auf ihrer Website bekannt, im Frühjahr 2008 auf Festivals in den USA und international vereinzelte Reunion-Shows zu spielen. Im Mai 2008 hat die Band ein einziges Konzert in Europa auf dem Groezrock Festival in Belgien gespielt.
Face to Face treten dafür wieder zu viert auf, da auch Chad Yaro, Gitarrist bis Reactionary, wieder mit dabei ist.
Trever Keith hat derweil sein Soloalbum fertiggestellt und digital über seine Website veröffentlicht.

## Diskografie

### Studioalben
- 1992: Don’t Turn Away (Fat Wreck Chords)
- 1995: Big Choice (Victor Records)
- 1996: Face to Face (A&M Records)
- 1999: Ignorance Is Bliss (Beyond Records)
- 2000: Reactionary (Vagrant Records)
- 2001: Standards & Practices (Vagrant Records)
- 2002: How to Ruin Everything (Vagrant Records)
- 2011: Laugh Now…Laugh Later (Antagonist Records, People like you Records)
- 2013: Three Chords and a Half Truth (Rise Records)
- 2016: Protection (Fat Wreck Chords)
- 2021: No Way Out But Through (Fat Wreck Chords)

### Singles und EPs
- 1991: No Authority
- 1993: Disconnected
- 1994: Over It (EP)
- 1995: Debt
- 1996: Paint It Black
- 1996: I Won’t Lie Down
- 1999: So Why Aren’t You Happy? (EP)
- 2000: Disappointed
- 2002: The New Way
- 2002: Face to Face vs. Dropkick Murphys (Split-EP, Vagrant Records)
- 2011: Rise Against & Face to Face (Split-EP, 7", Folsom Records)

### Livealben und Kompilationen
- 1998: Live (VP Records)
- 2005: Shoot the Moon: The Essential Collection (Best-of-Album, Antagonist Records)
- 2019: Live in a Dive